# 六氯丙烯
六氯丙烯是一种氯代烃，化学式C3Cl6，是难溶于水的无色液体。它可由1,1,1,2,2,3,3-七氯丙烷和氢氧化钾甲醇溶液发生消除反应而成。六氯丙烯可以用来制备其它化合物，如四氯化铀、无水五氯化铌和六氯化钨。